# Алі Халафалла
Алі Халафалла (13 травня 1996) — єгипетський плавець.
Учасник Олімпійських Ігор 2016 року.